# Hans Herbots
Hans Herbots (Anvers, 13 de maig de 1970) és un director del cinema belga.

## Biografia
Després de dirigir curtmetratges, l'any 2001 va rodar Falling (Vallen) que va protagonitzar notablement Jill Clayburgh. Després va treballar per a la televisió on va dirigir tres episodis de la sèrie Flikken i setze per a la sèrie Wittekerke.
El 2005, va aconseguir l'èxit de públic amb la comèdia Verlengd weekend.
La seva pel·lícula Bo va guanyar el CIAL Aluminium Award, el Crystal Gryphon i el Salerno Province Prize a Itàlia al Festival de Cinema de Giffoni, (juliol de 2010). La pel·lícula és l'adaptació cinematogràfica de Het Engelenhuis (La casa dels àngels), de l'escriptor flamenc Dirk Bracke. A finals d'agost de 2009 es va anunciar que estava sortint amb l'actriu Lien Van de Kelder
Va signar la sèrie The Spiral el 2012, va filmar sis episodis de la sèrie Urgence disparitions (Vermist) el 2015-2016, i la minisèrie Quand les digues se brisent (Als de dijken breken).
Des del 2017, ha dirigit diversos capítols de la sèrie britànica Riviera creada per Neil Jordan.
Després, va continuar treballant a Anglaterra, primer a Rellik (BBC/HBO), després a Riviera II.
El 2018, va dirigir la sèrie Cobra, amb Robert Carlyle.

## Filmografia
- 1994 : Que Cosa ? (curtmetratge)
- 1995 : Omelette à la flamande (curtmetratge)
- 2001 : Vallen
- 2003 : Flikken (sèrie de 3 episodis)
- 2004-2005 : Wittekerke (sèrie en 16 episodis)
- 2005 : Verlengd weekend
- 2006 : Windkracht 10: Koksijde Rescue
- 2010 : Bo
- 2012 : The Spiral (sèrie)
- 2014 : De Behandeling
- 2015-2016 : Vesmist (sèrie en 6 episodis)
- 2016 : Als de dijken breken (mini-série en 6 episodis)
- 2017 : Riviera I (sèrie en 7 episodis)
- 2017 : Rellik (sèrie per BBC/HBO)
- 2018: Riviera II (sèrie per Sky Atlantic)
- 2019: Cobra (sèrie per Sky)
- 2019: The Serpent, codirigida amb Tom Shankland (sèrie de televisió per a BBC/Netflix en 8 episodis)
- 2021: Ritueel